# Queen Nwokoye
Queen Nwokoye (Estado de Lagos, 11 de agosto de 1982) es una actriz nigeriana que alcanzó la fama en su país tras protagonizar la película de 2014 Chetanna. Desde su debut en 2004 en la película Nna Men, Nwokoye ha aparecido en una gran cantidad de producciones cinematográficas y ganado varios premios.

## Filmografía
- Nna Men (2004)
- His Majesty (2004)
- The Girl is Mine (2004)
- Security Risk (2004)
- Save The Baby (2005)
- Back Drop (2005)
- Speak The Word (2006)
- My Girlfriend (2006)
- Last Kobo (2006)
- Lady of Faith (2006)
- Disco Dance (2006)
- Clash of Interest (2006)
- The Last Supper (2007)
- When You Are Mine (2007)
- The Cabals (2007)
- Show Me Heaven (2007)
- Short of Time (2007)
- Sand in My Shoes (2007)
- Powerful Civilian (2007)
- Old Cargos (2007)
- My Everlasting Love (2007)
- Confidential Romance (2007)
- The Evil Queen (2008)
- Temple of Justice (2008)
- Onoja (2008)
- Heart of a Slave (2008)
- Female Lion (2008)
- Angelic Bride (2008)
- Prince of The Niger (2009)
- Personal Desire (2009)
- League of Gentlemen (2009)
- Last Mogul of the League (2009)
- Jealous Friend (2009)
- Makers of Justice (2010)
- Mirror of Life (2011)
- End of Mirror of Life (2011)
- Chetanna (2014)
- Nkwocha (2012)
- Ekwonga (2013)
- Ada Mbano (2014)
- Agaracha (2016)
- New Educated Housewife (2017)
- Blind Bartimus (2015)
- Evil Coffin (2016)

## Premios y nominaciones
| Año  | Evento                                   | Premio                                             | Resultado | Ref    |
| ---- | ---------------------------------------- | -------------------------------------------------- | --------- | ------ |
| 2011 | Nollywood Movies Awards                  | Mejor actriz de reparto en una película en inglés  | Nominada  | [ 7 ]  |
| 2011 | Nollywood Movies Awards                  | Mejor nueva actriz                                 | Ganadora  | [ 8 ]  |
| 2012 | Nollywood Movies Awards                  | Mejor actriz en una película de habla no inglesa   | Nominada  |        |
| 2013 | Nollywood Movies Awards                  | Mejor actriz protagónica en una película en inglés | Nominada  |        |
| 2014 | Nollywood Movies Awards                  | Mejor actriz en una película de habla no inglesa   | Nominada  |        |
| 2015 | Premios de la Academia del Cine Africano | Mejor actriz protagónica                           | Nominada  |        |
| 2015 | Zulu African Film Academy Awards         | Mejor actriz en una película de habla no inglesa   | Ganadora  | [ 9 ]  |
| 2015 | Nollywood Movies Awards                  | Mejor actriz protagónica                           | Ganadora  | [ 10 ] |
| 2016 | City People Entertainment Awards         | Rostro de Nollywood                                | Ganadora  | [ 11 ] |